# Carlo Fontana

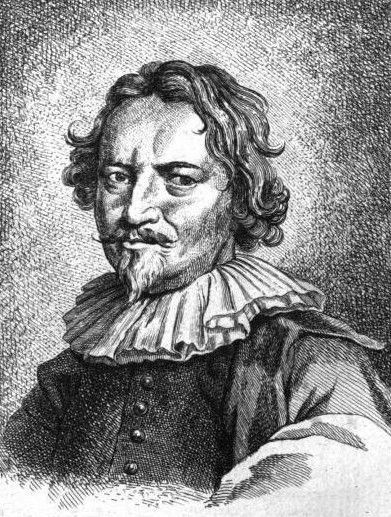
Carlo Fontana

Carlo Fontana nasceu em Brusata, Tessino, em 1634 e morreu em Roma em 1714.

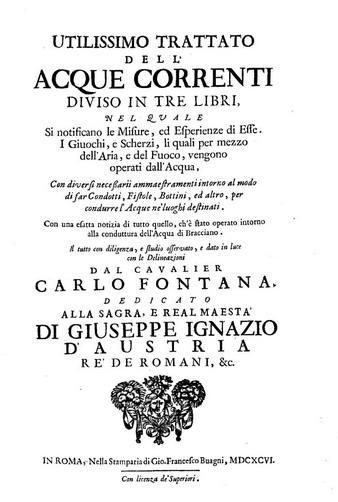
Utilissimo trattato dell'acque correnti (1696)

Estou arquitetura com Giovanni Maria Bolino e Pietro de Cortona. Na década de 1660 trabalhou continuamente em projetos com Bernini. A amplitude de suas atividades o inclui entre os principais arquitetos de Roma. Sua influência espalhou-se por meio de seus numerosos discípulos. Ao norte dos Alpes, seu estilo foi adotado por Fischer von Erlach.
Trabalhou, por exemplo, na basílica de Santa Maria em Trastevere.

## Escritos
- Fonte, Carlo (1696).  na Stamparia de Gio. Francesco Buagni, ed. Tratado muito útil sobre águas correntes dividido em três livros, nos quais são notificadas as medições e experiências das mesmas. Os jogos e brincadeiras que, por meio do ar e do fogo, são realizados pela água... Com um relato exato de tudo o que foi feito em torno do cachimbo de água de Bracciano. Tudo isso foi observado com diligência e estudo, e trazido à luz com os contornos do cavaleiro Carlo Fontana... Em Roma: [s.n.]